# Ryuta Sasaki
Ryuta Sasaki (佐々木 竜太 Sasaki Ryuta?), född 7 februari 1988 i Ibaraki prefektur, är en japansk före detta fotbollsspelare.
Sasaki började sin karriär 2006 i Kashima Antlers. Efter Kashima Antlers spelade han för Japan Soccer College, Shonan Bellmare och Tochigi SC. Med Kashima Antlers vann han japanska ligan 2007, 2008, 2009, japanska ligacupen 2012 och japanska cupen 2007, 2010. Han avslutade karriären 2012.